# Eudoliche major
Eudoliche major là một loài bướm đêm thuộc phân họ Arctiinae, họ Erebidae.